# Internet en Tunisie
Internet en Tunisie dispose d'infrastructures développées, faisant de la Tunisie le troisième pays africain et arabe et le 31e au niveau mondial pour ce qui est du taux de pénétration avec 46,16 % en 2014. Le nombre d'abonnements à Internet atteint 968 025 en 2012 contre 635 756 en 2010. Le nombre de sites web atteint 12 684 en 2012 contre 1 775 en 2004. En 2023, le pays affiche un taux de pénétration d'Internet de 72,4 % et le nombre total d'abonnements à Internet s'élève à environ 13,5 millions, dont 11,8 millions via l'Internet mobile et 1,7 million via l'Internet fixe.
La Tunisie est le premier pays arabe et africain à se connecter à Internet en 1991, mais le service ne devient public qu'en 1996 sous un contrôle strict du gouvernement. En 1999, le gouvernement s'est fixé comme objectif de donner aux Tunisiens l'accès à des services de télécommunications performants sur le plan de la qualité et du coût. À cet effet, le Xe plan de développement économique prévoit de renforcer le réseau ADSL. Un ensemble d'actions et de mesures sont également arrêtées concernant la mise en place de l'administration électronique. 

## Statistiques
| Année | 2003 | 2004 | 2005 | 2006  | 2007  | 2008  | 2009  | 2010  | 2011  | 2012  | 2013  | 2014  | 2015  | 2016  | 2017  | 2018  | 2019  | 2020  | 2021  | 2022  | 2023  |
| %     | 6,49 | 8,53 | 9,66 | 12,99 | 17,10 | 27,53 | 34,07 | 36,80 | 39,10 | 41,44 | 43,80 | 46,16 | 46,50 | 49,60 | 55,50 | 64,20 | 66,70 | 68,60 | 68,30 | 70,60 | 72,40 |

En 2012, le nombre d'abonnés à Internet dépasse les 600 000 dont plus de 540 000 d'abonnements au haut débit. Le nombre total de noms de domaine enregistrés chez des plateformes tunisiennes (FAI et autres) dépasse les 20 500 dont près de 14 500 noms de domaine en .tn. Le nombre d'utilisateurs d'Internet est estimé à 4,2 millions.
Selon un sondage publié en novembre 2014, 5,81 millions de Tunisiens utilisent Internet, soit 53 % de la population du pays. Selon le même sondage, 42 % de la population utilise les réseaux sociaux, Facebook étant le plus populaire avec 4,6 millions d'utilisateurs. En janvier 2024, le nombre d'internautes en Tunisie est estimé à 9,96 millions.

## Fournisseurs d'accès

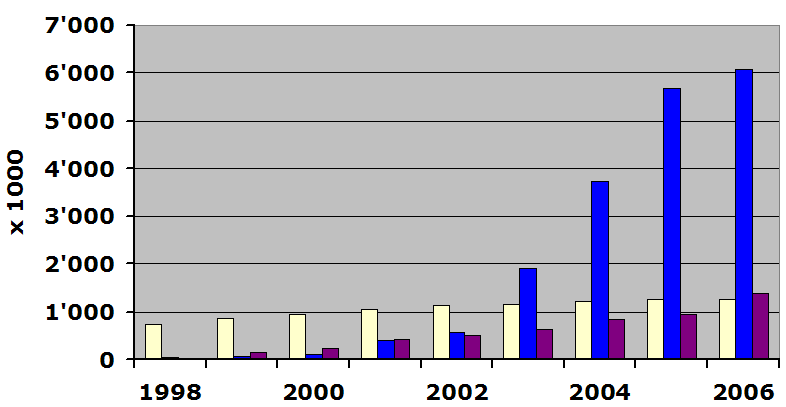
Évolution du nombre d'abonnés en Tunisie entre 1998 et 2006
(jaune : téléphone fixe, bleu : mobile, violet : Internet).

On recense douze fournisseurs d'accès (FAI) dont six publics et six privés :
- FAI publics :
  - Agence tunisienne d'Internet ;
  - Centre de calcul El Khawarizmi ;
  - Centre informatique du ministère de la Santé publique ;
  - Centre national des technologies en éducation (ancien Institut national de bureautique et micro-informatique) ;
  - Institution de la recherche et de l'enseignement supérieur agricoles ;
  - Fournisseur de services Internet de la défense ;
- FAI privés :
  - Bee[9] (FAI indépendant) ;
  - GlobalNet (FAI indépendant) ;
  - HexaByte (FAI indépendant) ;
  - Nety (FAI indépendant) ;
  - Ooredoo Tunisie (FAI acquis par le groupe Ooredoo, ancien Tunet) ;
  - Orange Tunisie Internet (ancien Planet Tunisie) ;
  - Topnet (FAI acquis par Tunisie Télécom en 2010).

L'Agence tunisienne d'Internet gère le réseau Internet sur le plan national et le domaine de premier niveau national : .tn. Il existe par ailleurs 281 publinets (accès publics à Internet) répartis sur l'ensemble du territoire. La connexion ADSL est commercialisée depuis mai 2002 mais a du mal à décoller à cause de tarifs jugés trop élevés : seuls 66 000 abonnements ont été conclus à la fin avril 2007. En mai 2023, le parc filaire haut débit (ADSL, VDSL, FO) compte plus de 1 221 000 abonnements dont 994 000 en ADSL. L'observatoire de l’Instance nationale des télécommunications assure le suivi et la publication régulière des indicateurs de performance des réseaux fixes et mobiles en Tunisie, notamment les débits effectifs et la disponibilité des services,. De plus, le commerce électronique est en pleine croissance en Tunisie : 2,2 millions de paiements électroniques sont effectués en 2024, soit une hausse de 13,4 % par rapport à 2023, et 1 126 sites web proposent le paiement en ligne.
La Tunisie accueille, en novembre 2005, la deuxième phase du Sommet mondial sur la société de l'information (SMSI), organisé par l'UIT, accédant ainsi à une visibilité et à une notoriété internationale. Selon le gouvernement tunisien, les technologies de l'information et de la communication (TIC) constituent un « outil formidable pour la croissance économique » et un impératif d'adapter les systèmes éducatifs aux possibilités offertes par ces technologies. La formation en ligne et le commerce électronique sont des secteurs prometteurs dans lesquels le gouvernement est à la quête de partenariats et d'investissements. Durant les quinze dernières années, beaucoup d'efforts sont déployés pour l'investissement dans les TIC et Internet. L'infrastructure physique est modernisée. Mais, en dépit du choix de placer le développement dans les TIC en tant que priorité par le gouvernement, la Tunisie reste en retard par rapport à d'autres pays en voie de développement au Moyen-Orient et en Afrique du Nord. En juillet 2004, la Banque mondiale approuve l'attribution d'un prêt de treize millions de dollars au gouvernement tunisien pour accompagner les efforts du pays dans l'accélération des réformes touchant le secteur.

## Censure
La Tunisie a longtemps possédé, selon beaucoup d'organisations, des procédés de censure sur Internet parmi les plus stricts du monde. Techniquement, il s'agit d'un serveur mandataire qui traite toutes les requêtes HTTP et filtre les sites sur la base de leur nom de domaine.
Du 23 au 27 novembre 2006, Wikipédia et tous les serveurs de la Fondation Wikimédia ne sont plus accessibles depuis la Tunisie. Il est impossible de déterminer si cet épisode relève de la censure ou d'un simple problème technique. Par ailleurs, le site web de Libération est bloqué à partir du 21 février 2007 à la suite de la parution d'un article du journaliste Taoufik Ben Brik ; il est redevenu accessible quelques semaines plus tard.
Fin avril 2010, quelques jours avant les élections municipales et la sortie de prison du journaliste Taoufik Ben Brik, la liste des sites Web bloqués en Tunisie s'allonge : les plates-formes vidéo Blip, Metacafe, Vidoemo et Wat.tv, le site de partage de photos Flickr, plusieurs sites d'information (dont 20 minutes, Rue89, Le Nouvel Observateur et ReadWriteWeb France) ainsi que de nombreux blogs tunisiens critiques sont rendus inaccessibles ; une page d'erreur HTTP 404 les remplace. Une protestation pacifique intitulée Sayeb Sala7 s'organise : les internautes tunisiens révoltés par la censure des blogs et les internautes étrangers solidaires prennent une photo d'eux-mêmes avec un panneau réclamant la fin de la censure. Le message est adressé à Ammar, personnage fictif personnifiant la censure du web tunisien et dont le nom est inspiré de l'ancien ministre de la Communication Habib Ammar.
La levée de la censure sur les sites Internet est annoncée le 13 janvier 2011, durant la révolution tunisienne. Après la chute de Ben Ali, un débat se développe sur le rôle d'Internet dans le succès de ce mouvement.

## Sites visités
Les sites les plus visités depuis la Tunisie sont Facebook et la version tunisienne du moteur de recherche Google. Le forum Tunisia-Sat, suivi des radios Mosaïque FM et Shems FM sont les sites web tunisiens les plus visités ; Wikipédia occupe la neuvième position.
Les sites pornographiques attirent 50 000 visiteurs tunisiens par jour, ces sites étant suivis par différentes catégories d'âge.

## VDSL
En mars 2016, Tunisie Télécom commence à commercialiser le VDSL2, pour des débits plus importants, avec engagement obligatoire de deux ans et augmentation de prix pour la deuxième année.
En 2022, Tunisie Télécom et Ooredoo Tunisie offrent des débits de 20 à 100 Mbit/s en fonction du prix de l'abonnement souscrit.

## Fibre optique
Le déploiement de la fibre optique de type FTTH, se fait assez lentement en Tunisie : le lancement commercial est effectué en décembre 2012 par Tunisie Télécom, les autres fournisseurs d'accès internet offrent les mêmes services en passant par l'infrastructure FTTH de Tunisie Télécom.
Les zones couvertes au lancement se limitent alors à quelques quartiers huppés de la capitale (Ennasr II, Lac I et II, et Sidi Bou Saïd pour Tunisie Télécom, ainsi qu'Ennasr, le Centre Urbain Nord ou les Berges du Lac pour Ooredoo). L'extension de ce réseau est en cours.
Les données de couverture du FTTH pour Tunisie Télécom sont disponibles dans l'e-shop après remplissage d'un formulaire d'abonnement. Les autres fournisseurs n'offrent pas de carte de couverture pour l'instant.